# Marc Favoni
Marc Favoni (en llatí: Marcus Favonius) va ser un polític i magistrat romà del segle i aC.
És esmentat per primer cop l'any 61 aC durant les transaccions contra Publi Clodi Pulcre, quan aquest estava acusat d'haver violat les normes amb la Bona Dea. Llavors es va unir a Cató d'Útica, del qual va imitar la severitat durant tota la seva vida, en els seus atacs contra el cònsol Calpurni Pisó en la defensa que van fer de Clodi. L'any següent, el 60 aC va acusar Metel Escipió probablement de suborn. Ciceró va defensar l'acusat, cosa que li va saber greu. En aquest any va aspirar (per segona vegada) al tribunat, però no hi ha proves de què en sortís elegit. Sembla que Juli Cèsar, Gneu Pompeu i Marc Licini Cras, que a finals d'any signarien l'acord per constituir el Primer Triumvirat, es van oposar a la seva elecció, perquè tot i que era inofensiu el podien considerar problemàtic. Encara que formava part del partit dels optimats era enemic personal de Gneu Pompeu, al que un dia, quan el va veure amb una cama embenada per una lesió li va dir que era indiferent en quina part del cos dugués la diadema reial, referint-se a la bena.
L'any 59 aC en el consolat de Juli Cèsar i Bíbul, va ser el darrer senador que es va oposar a la llei Julia agraria promulgada per Cèsar i no la va acceptar fins que ho va fer Cató. El 57 aC quan Ciceró va proposar que Pompeu rebés la superintendència de tots els subministraments de gra, Favoni s'hi va oposar, i també al tribú Gai Messi que reclamava el poder il·limitat per Pompeu.
Quan l'exiliat rei Ptolemeu XII Auletes va provocar la mort dels ambaixadors enviats pel poble d'Alexandria, Favoni va presentar l'acusació al senat, i va desemmascarar la conducta dels qui havien estat subornats pel rei. A l'any següent quan Pompeu fou insultat durant el judici de Miló, Favoni i altres optimats es van alegrar de l'afronta. Al segon consolat de Pompeu i Cras l'any 55 aC el tribú Gai Treboni va proposar la Lex Trebonia de provinciis consularibus, que donava les províncies d'Hispània i Síria per cinc anys als cònsols i a Cèsar el proconsolat de la Gàl·lia pel mateix temps, proposta a la que es van oposar Cató i Favoni, però finalment la llei va ser aprovada.
L'any 54 aC Favoni, Ciceró, Bíbul i Calidi van parlar en favor de la llibertat de l'illa de Tènedos. El 53 aC es va oferir per ser candidat a edil però no en sortí escollit. Cató va observar algunes pràctiques irregulars durant la votació, que es va celebrar de nou i aquesta vegada va ser elegit. En el seu any de mandat va encarregar a Cató diverses feines relatives als jocs. A final de l'any va ser empresonat pel tribú de la plebs Quint Pompeu Rufus per un delicte desconegut, però probablement era sense cap motiu real, sinó per oposar-se a l'establiment d'una dictadura dirigida per Pompeu, la qual afavoria Ruf.
L'any 52 aC Ciceró en la seva defensa de Tit Anni Papià Miló va esmentar a Favoni com una de les persones a les que Publi Clodi havia dit que en tres o quatre dies Miló ja no seria entre els vius (Miló finalment va ser condemnat). El 51 aC Favoni va aspirar al càrrec de pretor sense èxit, però segurament el va obtenir l'any 49 aC.
Va esclatar la segona guerra civil entre Juli Cèsar i Gneu Pompeu i Favoni, pretor, va fugir a Càpua amb els cònsols i diversos senadors i no va voler escoltar cap proposta de mediació. Tot i la seva enemistat amb Pompeu es va unir al seu bàndol. El 48 aC era a Macedònia amb Metel Escipió i durant l'absència d'aquest de Tessàlia Favoni va dirigir vuit cohorts que protegien el riu Haliacmó, però fou sorprès per Domici Calví i només es va salvar pel ràpid retorn de Metel.
Després de la batalla de Farsàlia l'any 48 aC va acompanyar a Pompeu en la seva fugida i es va mostrar amable amb el seu cap. A la mort de Pompeu va tornar a Itàlia on va ser perdonat per Cèsar. A la mort de Cèsar (44 aC) es va unir obertament als conspiradors que abans no l'havien sondejat per temor a una traïció. Quan Brutus i Cassi van haver de sortir de Roma, els va seguir i fou proscrit el 43 aC per la llei Pèdia. L'any 42 aC es va enfrontar amb Brut.
Va ser fet presoner a la batalla de Filipos i portat carregat de cadenes als guanyadors; va saludar amb dignitat a Marc Antoni, però va insultar a Octavi, que va ordenar la seva execució.